# Naju
Naju est une ville de la Corée du Sud, dans la province du Jeolla du Sud. C'en était la capitale jusqu'à ce qu'elle soit déménagée à Gwangju, au début du XXe siècle.

## Histoire
Naju a une grande importance historique car c'était un centre régional. Il a donné une partie de son nom à la province du Jeolla, un mot formé en 1018 en regroupant les premières syllabes des villes de Jeonju et de Naju (La transformation en « ll » dans Jeolla est due à une règle de phonétique.).

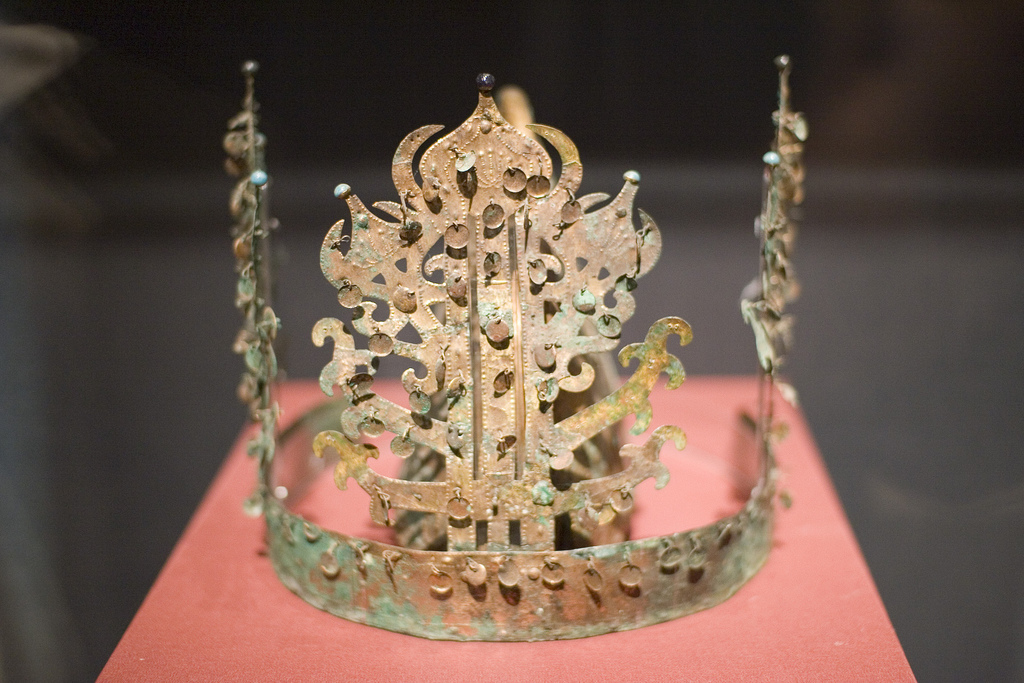
La couronne trouvée dans le tumulus de Sinchon-ri.

Aux premiers siècles de notre ère, au temps de Mahan, le bassin du Yongsan avait développé une culture spéciale caractérisée par des sépultures en grandes jarres enfouies sous des tumulus. Bannam-myeon semble en avoir été le centre à cause du nombre et de la richesse des découvertes. En particulier, la tombe no 9 de Sinchon-ri a livré une couronne (trésor national no 295) et des souliers en bronze doré ainsi que des boucles d'oreilles en or. À la suite de l'annexion du sud-ouest de la péninsule par le roi Geunchogo de Baekje en 369, la région commence à perdre ses particularités, notamment avec la reprise des sépultures à chambres funéraires en dalles de pierre de Baekje, un processus qui s'achève au VIe siècle,.
En 1950-51, pendant la guerre de Corée, des soldats sud-coréens ont tué 133 civils à Dado-myeon durant leur lutte contre la guérilla communiste.
Depuis 1985, Naju est aussi devenu célèbre à cause d'une statue de la Vierge qui s'est mise à verser des larmes et à lancer des messages.

## Géographie
Naju est située dans la plaine formée par le Yeongsan, un fleuve de 115 km qui se jette dans la mer Jaune à Mokpo. Cette plaine fertile est très favorable  à l'agriculture. En particulier, les nashis ont fait sa renommée et ce fruit est repris sur le logo de la ville.
Sur ses 604 km2, 244 sont occupés par la forêt, 160 par les rizières et 65 servent à l'agriculture.
Elle est actuellement composée d'une cité (eup), de 12 communes (myeon) et de six quartiers urbains (dong) :
| Subdivisions           | Habitants (2011) | Superficie (km2) | Densité (hab/km2) | Statut |
| ---------------------- | ---------------- | ---------------- | ----------------- | ------ |
| Nampyeong (남평읍)     | 7 843            | 54,26            | 145               | eup    |
| Noan (노안면)          | 5 588            | 42,50            | 131               | myeon  |
| Geumcheon (금천면)     | 5 329            | 30,92            | 172               | myeon  |
| Bonghwang (봉황면)     | 5 232            | 59,94            | 88                | myeon  |
| Dasi (다시면)          | 4 467            | 56,74            | 79                | myeon  |
| Sanpo (산포면)         | 4 210            | 23,50            | 179               | myeon  |
| Wanggok (왕곡면)       | 3 873            | 30,13            | 129               | myeon  |
| Seji (세지면)          | 3 471            | 30,03            | 116               | myeon  |
| Donggang (동강면)      | 3 330            | 46,89            | 71                | myeon  |
| Gongsan (공산면)       | 2 930            | 32,31            | 91                | myeon  |
| Munpyeong (문평면)     | 2 406            | 46,99            | 51                | myeon  |
| Dado (다도면)          | 2 285            | 73,16            | 31                | myeon  |
| Bannam (반남면)        | 1 908            | 20,35            | 94                | myeon  |
| Seongbuk (성북동)      | 9 723            | 8,07             | 1205              | dong   |
| Songwol (송월동)       | 7 197            | 4,73             | 1521              | dong   |
| Geumnam (금남동)       | 6 968            | 11,58            | 602               | dong   |
| Yeongsan (영산동)      | 4 335            | 14,06            | 308               | dong   |
| Ichang (이창동)        | 4 051            | 15,55            | 261               | dong   |
| Yeonggam (영강동)      | 4 011            | 6,94             | 578               | dong   |
| Naju (total des dongs) | 36 285           | 60,93            | 595               |        |

Subdivisions de la ville de Naju

Les recensements nationaux montrent que Naju a perdu une grande partie de ses habitants durant les cinquante dernières années bien qu'elle soit limitrophe de la ville métropolitaine de Gwangju :
1960: 222 808 hab. 
	
1966: 245 162	hab. 

1970: 222 452	hab. 

1975: 212 246	hab. 

1980: 186 005	hab. 

1985: 166 927	hab. 

1990: 158 634 hab. 
	
1995: 107 831 hab. 
	
2000: 99 533 hab. 
	
2005: 87 212 hab. 
	
2010: 78 679 hab.	

## Culture et tourisme

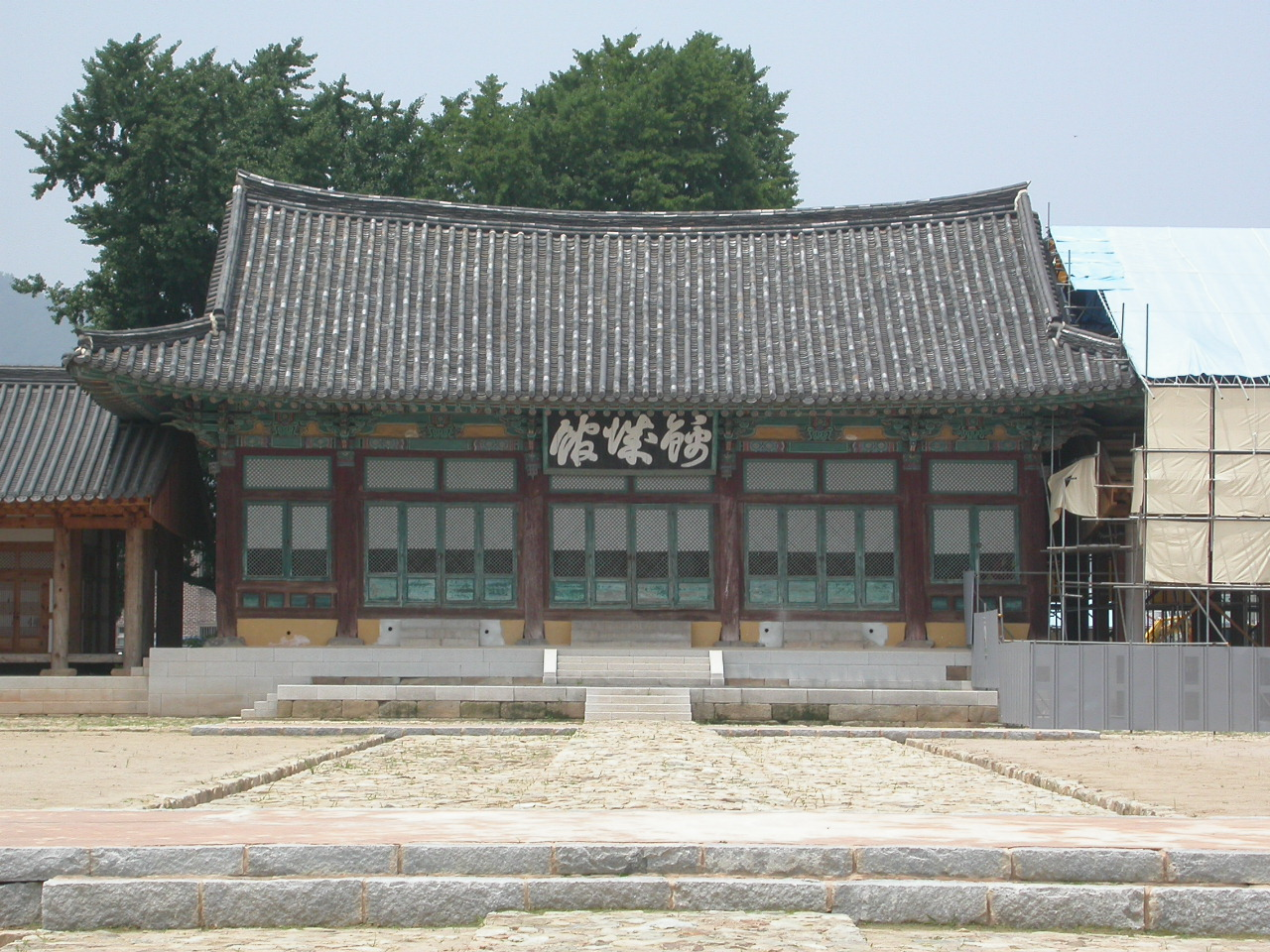
Geumseonggwan

Quelques bâtiments historiques sont regroupés à Najumok, le district administratif des périodes de Koryo et Joseon. Il est actuellement composé de Geumseonggwan, la maison d'accueil, de l'édifice principal, Moksanae et d'une porte majestueuse, Jeongsuru, construite en 1603 ou en 1754. Le temple confucéen de Naju, le Daeseongjeon est l'un des plus importants de Corée. La ville possède aussi une maison de lecture consacrée au philosophe confucéen Misu Heo Mok reconstruite en 1771 par Wonyi Chae Hongwon.

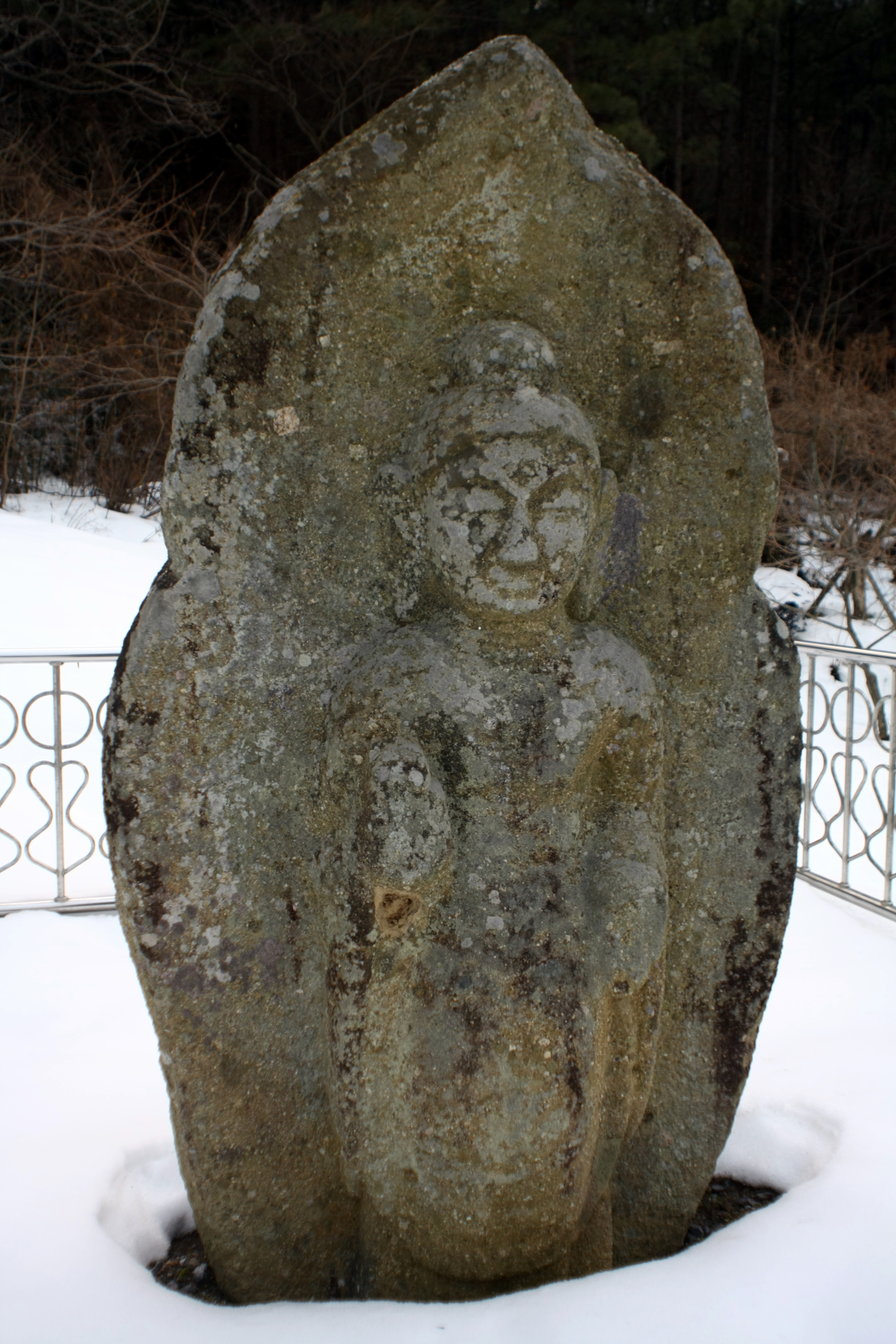
Le Bouddha de Manbong-ni, Bonghwang-myeon

Le bouddhisme a laissé plusieurs temples anciens : Jukrimsa, Sinhyangsa et Bulhuisa ainsi qu'une grande statue en pierre représentant Bouddha et datant du royaume de Koryo.
Depuis 1992, le musée de la poire de Naju présente la culture et les différentes variétés de nashis. Le parc d'attractions Image de Naju est un site constitué par la reconstruction d'une ville du royaume de Puyo qui a servi de décor pour le tournage de films, en particulier de la série télévisée Jumong (ko).
Le lac de Naju est un lac artificiel créé en 1976 par la construction d'une digue de 496 mètres de long. Sa retenue de 96 millions de m3 d'eau sert de réserve pour l'agriculture. La montagne principale est le Geumsongsan. Elle culmine à 451 mètres d'altitude et on peut encore y voir les restes de ses fortifications..

## Personnalités liées à Naju
- Jeong Do-jeon (1337 ou 1342 – 1398), acteur majeur de la chute de Koryo a dû s'exiler à Naju

Les personnes suivantes sont nées à Naju :
- Sin Sukju (1417 – 1475), érudit confucéen, né à Noam
- Choe Bu (1454 – 1504), connu pour le récit de son voyage en Chine
- Lee Jong-won (1969 –), acteur
- Lee Gi-kwang (1990 –), chanteur dans le groupe B2ST